# 5803 Ötzi
5803 Ötzi là một tiểu hành tinh vành đai chính với chu kỳ quỹ đạo là 1568.1815271 ngày (4.29 năm).
Nó được phát hiện ngày 21 tháng 7 năm 1984.